# بريشت كابون
بريشت كابون (22 أبريل 1988 بأوستند في بلجيكا - ) هو لاعب كرة قدم بلجيكي في مركز الهجوم. شارك مع منتخب بلجيكا تحت 21 سنة لكرة القدم. أما مع النوادي، فقد لعب مع أوستينده ونادي كلوب بروج ونادي كورتريك.

## وصلات خارجية
- بريشت كابون على موقع الاتحاد البلجيكي (الإنجليزية)
- بريشت كابون على موقع قاعدة بيانات كرة القدم.إي يو (الإنجليزية)
- بريشت كابون على موقع Soccerway.com (الإنجليزية)